# Riforma agraria cinese
Il Movimento per la riforma agraria cinese, noto anche con l'abbreviazione cinese Tǔgǎi (土改), era una campagna del leader del Partito Comunista Cinese Mao Zedong durante l'ultima fase della guerra civile cinese ed i primi anni dell'odierna Repubblica Popolare Cinese. La campagna prevedeva la redistribuzione della terra ai contadini. La stima delle vittime del movimento varia dalle centinaia di migliaia ai milioni di persone. Tra le valutazioni del Partito Comunista Cinese stesso, Zhou Enlai stimò che fossero state uccise 830.000 persone e Mao Zedong stimò che le vittime causate dal suo movimento fossero state tra i 2 e 3 milioni. Tra le vittime, alcune vennero sepolte vive, smembrate, strangolate o fucilate.
Coloro che sono stati uccisi sono stati presi di mira sulla base della loro classe sociale anziché sulla base della loro etnia; il neologismo "classicidio" è stato usato per descrivere gli omicidi. Le uccisioni di massa motivate dalla "classe sociale" continuarono per quasi tutti i 30 anni di trasformazione sociale ed economica nella Cina maoista e, alla fine delle riforme, la classe dei proprietari terrieri era stata in gran parte eliminata dalla Cina continentale o era fuggita a Taiwan. Nel 1953, la riforma agraria nella maggior parte della Cina continentale fu completata ad eccezione di Xinjiang, Tibet, Qinghai e Sichuan. Dal 1953 in poi, il Partito Comunista Cinese iniziò ad attuare la proprietà collettiva dei terreni espropriati attraverso la creazione di "Cooperative di produzione agricola" che trasferivano i diritti di proprietà dalla ex classe dei proprietari terrieri allo Stato cinese. La redistribuzione delle terre fu però un fallimento in termini di produzione, e venne rimpiazzata da un nuovo sistema nel 1962.

## Origini
A metà del XIX secolo, la ribellione dei Taiping aveva un programma di breve durata di confisca e ridistribuzione delle terre e dopo la rivoluzione Xinhai nel 1911, il fondatore del Partito Nazionalista, Sun Yat-sen, sostenne un programma "terra al lavoro" di uguale distribuzione della terra che venne in parte implementato dal governo nazionalista sotto Chiang Kai-shek.
Già nel 1927 Mao Zedong credeva che la campagna sarebbe stata la base della rivoluzione. La riforma agraria è stata fondamentale per il Partito Comunista Cinese sia per portare avanti il suo programma di uguaglianza sociale sia per estendere il suo controllo alle campagne. A differenza della Russia prima della rivoluzione, i contadini della Cina imperiale non erano schiavi feudali di grandi proprietà; possedevano la loro terra o la affittavano. Commercializzavano i loro raccolti in cambio di contanti nei mercati dei villaggi, ma le élite locali usavano i loro legami con la burocrazia per dominare la società locale. Quando il governo centrale iniziò a perdere il controllo alla fine del XIX secolo e poi si disintegrò dopo il 1911, le organizzazioni locali della nobiltà e dei clan divennero ancora più potenti. Il "Rapporto" di Mao del 1927 "su un'indagine sul movimento contadino a Hunan" sosteneva una strategia allora eretica di mobilitare i contadini poveri per portare avanti la "lotta" (douzheng). Mao, da quel momento in poi, rifiutò l'idea di una pacifica riforma agraria, sostenendo che i contadini non avrebbero potuto ottenere la "vera liberazione" se non partecipando al rovesciamento violento dei proprietari terrieri.

## Stragi di proprietari terrieri

### Campagna iniziale (1946-1948)
Nei decenni successivi, il PCC era indeciso sulla strategia da usare. I leader discutevano su questioni come il livello di violenza che dovesse essere usato, su se cercare di conquistare o prendere di mira anche i contadini medi, che coltivavano la maggior parte della terra, o ridistribuire tutta la terra ai contadini poveri.
Durante la seconda guerra sino-giapponese e il Secondo Fronte Unito, il partito enfatizzò il programma "moderato" di Sun Yat-sen sulla "riforma agraria", che limitava la rendita al 37,5% del raccolto, anziché la totale ridistribuzione della terra. Allo scoppio della guerra civile cinese nel 1946, tuttavia, Mao iniziò a spingere per un ritorno a politiche estreme per mobilitare i villaggi contro la classe dei proprietari terrieri, ma tutelò inizialmente i diritti dei contadini medi e specificò che i contadini ricchi non erano proprietari terrieri.
La direttiva del 7 luglio 1946 diede inizio a diciotto mesi di aspro conflitto in cui tutte le proprietà dei contadini ricchi e dei proprietari terrieri di ogni tipo dovevano essere confiscate e redistribuite ai contadini poveri. Le "squadre di lavoro" del partito passavano rapidamente di villaggio in villaggio e dividevano la popolazione in proprietari terrieri, contadini ricchi, medi, poveri e senza terra. Poiché le squadre di lavoro inizialmente non coinvolgevano gli abitanti dei villaggi nel processo, tuttavia, i contadini ricchi e medi tornarono rapidamente al potere.
La Outline Land Law (中国土地法大纲S, Zhōngguó tǔdìfǎ dàgāngP, letteralmente: "Lineamenti della legge agraria cinese") dell'ottobre 1947 aumentò la pressione. La direzione centrale del partito rimandò le "squadre di lavoro" ai villaggi per incaricare i contadini poveri e senza terra, imponendo l'eliminazione della rendita fondiaria, che definì "sfruttamento feudale", e l'eliminazione dello status di proprietari terrieri. Le squadre di lavoro mobilitarono contadini poveri e senza terra per intraprendere azioni dirette e violente contro i principali clan e famiglie dei villaggi vicini per garantire che la lealtà familiare non interferisse con la campagna. In un villaggio nell'Hebei meridionale, un osservatore straniero registrò che quattro persone vennero lapidate a morte, e William Hinton riferì che almeno una dozzina di persone vennero picchiate a morte nel villaggio che chiamò Longbow.

### Picco delle purghe (1949-1953)
Poco dopo la fondazione della Repubblica Popolare Cinese nel 1949, la riforma agraria, secondo il biografo di Mao Philip Short, "sbandò violentemente a sinistra" con Mao Zedong che stabilì nuove linee guida per "non correggere prematuramente gli eccessi". I pestaggi, anche se non ufficialmente promossi dal partito, non erano neanche proibiti. Mentre i proprietari terrieri non avevano alcuna protezione, coloro che venivano etichettati come "contadini ricchi" ricevevano una protezione moderata dalla violenza e quelli più poveri erano completamente protetti. In questo senso Mao insisteva sul fatto che le persone stesse, non gli organi di sicurezza, dovevano essere coinvolte nell'attuazione della "legge sulla riforma agraria" e nell'uccisione dei proprietari terrieri che li avevano "oppressi", il che era molto diverso dalla pratica sovietica. Mao pensava che i contadini che uccisero i proprietari terrieri sarebbero diventati permanentemente legati al processo rivoluzionario, in un modo che gli spettatori passivi non avrebbero potuto essere.
Lo storico Jean-Louis Margolin sostiene che gli omicidi non fossero una condizione preliminare per la riforma agraria, infatti a Taiwan e in Giappone sono state avviate riforme agrarie con poca violenza. Piuttosto la violenza sarebbe il risultato del fatto che la riforma agraria riguardava meno la redistribuzione (poiché entro pochi anni dalle riforme la maggior parte della terra doveva essere ceduta alle fattorie collettive) e più l'eliminazione dei "nemici della classe rurale" e l'assunzione di potere locale da parte dei comunisti. Margolin osserva che anche in villaggi molto poveri (che occupavano metà della Cina settentrionale) dove nessuno poteva qualificarsi come proprietario terriero, alcuni proprietari venivano "fabbricati" per essere perseguitati.
Ad esempio, nel villaggio di Wugong, 70 famiglie (su un totale di 387) sono state convertite da contadini medi a contadini ricchi, così da renderle obiettivi accettabili per la lotta di classe. C'erano politiche in alcune regioni della Cina che richiedevano la selezione di "almeno un proprietario terriero - e di solito parecchi - praticamente in ogni villaggio per l'esecuzione pubblica". Un funzionario riferì che dai 180.000 ai 190.000 proprietari terrieri vennero giustiziati nella sola provincia di Guanxi, inoltre un insegnante di scuola cattolica riferì che il 2,5% del suo villaggio venne giustiziato. Alcuni condannati come proprietari terrieri furono sepolti vivi, smembrati, strangolati o fucilati. In molti villaggi, le donne dei proprietari terrieri venivano "redistribuite" come concubine o figlie per i contadini o costrette a sposare i persecutori del marito.

### Morti stimate
Le stime del numero di decessi legati alla riforma agraria cinese vanno dalle stime minori da 200.000 a 800.000 vittime, alle stime maggiori da 2 milioni a 5 milioni di esecuzioni per gli anni 1949 - 1953, insieme a un numero tra gli 1,5 milioni e i 6 milioni di persone inviate ai campi di "riforma attraverso il lavoro" (laogai), dove molti morirono. Il giornalista ed autore Philip Short ha osservato che tali stime escludono le centinaia di migliaia di persone spinte al suicidio durante le "sessioni di lotta" delle campagne dei tre anti e dei cinque anti, anch'esse avvenute nello stesso periodo. In termini di valutazioni all'interno del Partito Comunista, Zhou Enlai stimava che fossero state uccise 830.000 persone e Mao Zedong da 2 a 3 milioni. Teng Tzu-hui, vicepresidente del Consiglio militare e amministrativo centro-meridionale, riferì che il 15% dei 50.000.000 proprietari terrieri e contadini ricchi cinesi era stato "giustiziato" e il 25% inviato nei Laogai.

### Huanxiang Tuan
Durante la guerra civile cinese, il Kuomintang contribuì a stabilire la "Huanxiang Tuan" (還鄉 團T, 还乡团S, Huán xiāng tuánP), detta anche "legione Homecoming", squadra militare composta da proprietari terrieri che cercavano la restituzione della loro terra e delle proprietà redistribuite dai contadini e guerriglieri del PCC, così come contadini coscritti e prigionieri di guerra comunisti. La legione Homecoming condusse la sua campagna di guerriglia contro le forze del PCC ed i suoi collaboratori fino alla fine della guerra civile nel 1949.

## Redistribuzione delle terre

### Effetti economici
La terra espropriata ai proprietari divenne proprietà collettiva, con la conseguente creazione di "cooperative di produzione agricola". A metà degli anni '50, una seconda riforma agraria durante il Grande balzo in avanti costrinse i singoli agricoltori a unirsi a collettivi, che, a loro volta, furono raggruppati in "comuni popolari" con diritti di proprietà controllati centralmente e un principio di distribuzione egualitario. Questa politica fu generalmente un fallimento in termini di produzione. La RPC invertì questa politica nel 1962 con la proclamazione dei sessanta articoli. Di conseguenza, la proprietà dei mezzi di produzione di base venne suddivisa in tre livelli con la proprietà fondiaria collettiva attribuita alle squadre di produzione.

### Grande balzo in avanti
Durante il Grande balzo in avanti, lo Stato introdusse un sistema di acquisti statali obbligatori di grano a prezzi fissi per accumulare scorte per alleviare la carestia e rispettare i termini dei suoi accordi commerciali con l'Unione Sovietica. Insieme, la tassazione e gli acquisti obbligatori rappresentavano il 30% del raccolto nel 1957, lasciando pochissimo surplus. Il razionamento è stato anche introdotto nelle città per frenare il "consumo dispendioso'' e incoraggiare i risparmi (che sono stati depositati in banche di proprietà statale e quindi sono diventati disponibili per gli investimenti), e sebbene il cibo potesse essere acquistato da rivenditori di proprietà statale, il prezzo di mercato era superiore a quello per cui era stato acquistato. Anche questo è stato fatto per scoraggiare il consumo eccessivo.
Durante il 1958-1960 la Cina continuò ad essere un sostanziale esportatore netto di grano, nonostante la diffusa carestia sperimentata nelle campagne, poiché Mao cercava di mantenere la faccia e di convincere il mondo esterno del successo dei suoi piani. Gli aiuti esteri vennero rifiutati. Quando il ministro degli esteri giapponese disse alla sua controparte cinese Chen Yi di un'offerta di 100.000 tonnellate di grano da spedire fuori dallo sguardo del pubblico, questo la respinse. John F. Kennedy sapeva anche che i cinesi stavano esportando cibo in Africa e Cuba durante la carestia e disse "non abbiamo avuto indicazioni dai comunisti cinesi che avrebbero accolto con favore qualsiasi offerta di cibo".